# Belus
Belus je sedmi studijski album norveškog soloprojekta Burzum. Prvi je studijski album snimljen nakon jedanaestogodišnje pauze u radu. Diskografska kuća Byelobog Productions objavila ga je 8. ožujka 2010. godine.

## Pozadina
Nakon objave albuma Hliðskjálf Varg Vikernes više ništa nije objavljivao pod Burzumovim imenom. Nakon što se tijekom 1990-ih distancirao od black metala i nazvao ga "glazbom crnčuga", godine 2005. izjavio je da će albumi, ako ih nakon izlaska iz zatvora opet počne objavljivati, u stilskom smislu biti nalik starijim uradcima jer ne može stvarati glazbu koja ne zvuči "burzumski".
Belus je prvi album koji je Varg Vikernes snimio nakon što je u svibnju 2009. pušten na uvjetnu slobodu iz zatvora. Iako je izvorno osuđen na 21 godinu zatvora, ondje je proveo skoro 16. Prvotno ime albuma bilo je "The Return of Baldur", no u studenom 2009. Vikernes je to ime promijenio u Den hvite guden ("Bijeli bog" na norveškom). U prosincu 2009. izjavio je da je odlučio promijeniti naziv u Belus jer su mediji pretpostavili da prethodni naslov indicira rasističku poruku. Komentirao je da prethodno ime nije imalo veze ni s bojom kože ni s rasizmom, nego da je u pitanju samo uopćeno ime za nordijskog boga Baldra.
Vikernes je izjavio da je Belus najstarije poznato (indoeuropsko) ime za božanstvo koje ustaje iz mrtvih i koje je, među ostalim, utjelovljeno u nordijskom Baldru, grčkom Apolonu, galskom Belenusu i slavenskom Bjelobogu.
Među ostalim indoeuropskim teonimima u tekstovima pjesama pojavljuju se "Lukan" (ekvivalent bogu Lokiju), "Kaimadalthas" (ekvivalent bogovima Heimdallu i Hermodu, za koje Vikernes vjeruje da su u početku bili isti bog, Haimathellar) i "Kelio" (ekvivalent Helu, podzemnom svijetu).
Vikernes je izjavio da su ga u stvaranju albuma nadahnule bajke i mitovi, klasična i tradicionalna glazba, kao i sjećanja i priroda. Komentirao je da njegovi glazbeni korijeni nisu utemeljeni u rocku ili metalu, nego u klasičnoj glazbi, zvuku balalajke i podzemnom houseu. Izjavio je da mu se sviđa kad je glazba hipnotička, gotovo ritualna, zbog čega stvara repetitivne skladbe.
Uradak je, kao što je bio slučaj s njegovim prethodnicima, snimljen u Grieghallenu, točnije u studiju Eirika "Pyttena" Hundvina. Za razliku od prijašnjih albuma, Belus je snimljen u digitalnoj tehnici. Njegovi su producenti Pytten i Varg Vikernes, a miksali su ga Davide Pertolini i Vikernes. Masterirao ga je Tim Turan u studiju Turan Audio.
Nakon što je upitan o tome hoće li prodajom albuma otplatiti svoj dug norveškoj vladi zbog paljenja crkvi, Vikernes je izjavio da joj neće dati ni novčića od zarade. Byelobog Productions izjavio je da će se poslužiti zaradom kako bi pomogao žrtvama potresa na Haitiju.

## Glazbeni stil i tekstovi
Uradak traje više od 50 minuta. U početku se sastojao od devet metal pjesama (kasnije ih se na uratku pojavilo samo šest) i ambijentalnog interludija i postludija. Nazivi skladbi "Besøk til Kelio", "Alvenes dans" i "Alvegavene" maknuti su s popisa pjesama jer je izvorni popis bio samo "radni popis pjesama". Tematika albuma jest istraživanje drevnih europskih mitova o Belusu: o njegovoj smrti, njegovu putovanju kroz podzemni svijet i njegovu povratku. Iako je modernu kulturu black metala opisao "bezukusnom, priprostom parodijom" rane norveške black metal scene, Vikernes nije promijenio glazbeni stil na Belusu; izjavio je da je nalik Hvis lyset tar ossu i Filosofemu. Međutim, komentirao je da je tijekom vremena "evoluirao" i da nema smisla reći da uradak pripada black metalu; za njega žanrovski pripada metalu općenito, a ako bi ga trebalo klasificirati, nazvao bi ga heavy metalom ili thrash metalom jer je pjesma "Sverddans" ukorijenjena u potonjem stilu. Na Belusu se pojavljuju dvije prerađene pjesme: Total Destruction, s neobjavljenog uratka grupe "Uruk-Hai" snimljenog između 1988. i 1989. (čiji su tekst i naziv promijenjeni kako bi se uklopili u tematiku albuma), koja je postala Sverddans, i Dauði Baldrs (koja se pojavljuje na istoimenu albumu kao ambijentalna skladba), koja je postala Belus' død. Tekstovi pjesama napisani su na norveškom jeziku i preneseni su na službeno Burzumovo mrežno mjesto.
U glazbenom smislu Belus nastavlja u stilu starijih Burzumovih albuma, a kao što je slučaj na svim ostalim uradcima, repetitivnost je glavni stilski element. Prisutan je grub zvuk, no produkcija je kvalitetnija i modernija u usporedbi sa starijim izdanjima, a prikazuje i utjecaje ambijentalne glazbe dvaju prethodnih albuma. Međutim, na uratku se ne služi klavijaturama, nego se "posve usredotočuje na ono što je činilo izvorni norveški black metal".
"Leukes renkespill (Introduksjon)" uvodna je instrumentalna skladba, no Vikernes je u knjižici albuma zabilježio četiri stiha: "Et tordønn kaster ned staven, / slår ormen i hodet med stein, / reiser med lyn ned i haven; / han finner i eiken en tein." ("Udar groma pogađa štap, /
Pogađajući crva kamenom u glavu, / Kroz vrt proputuje munja; / On pronalazi granu hrasta."). Leuke se odnosi na Lokija, kojeg Vikernes poistovjećuje s grčkim Hefestom i rimskim Vulkanom. Ime skladbe odnosi se na Lokijevu spletku, tijekom koje Baldra imelom pogodi njegov slijepi brat Höðr. Skladba se sastoji od zvukova čekića koji udara u nakovanj i nakon pola minute prelazi u prvu pravu pjesmu na albumu, "Belus' død".
"Belus' død" black metal je pjesma usporena tempa; određene je recenzente podsjetila na skladbu "Jesu død" s albuma Filosofem, no V.ic V.icious iz časopisa A-Blaze izjavio je da je u pitanju "zapravo metal inačica skladbe "Dauði Baldrs" s istoimenog ambijentalnog albuma". Tekst pjesme govori o čarobnjaku koji "u jesenjem miru" siječe drvo i vadi mu srce. Hrastovo lišće pada na zemlju, a čarobnjak doziva duhove i pjeva svoje čarolije.
Zbog duljine trajanja, sporijeg tempa, monotonosti i melankolične atmosfere "Glemselens elv" tipična je pjesma za Burzum. Vikernes ponavlja isti gitarski rif i gdjekad svira solodionice, a na istim dijelovima pjesme podjednako vrišti i "pjevuši". Naziv, koji u prijevodu glasi "Rijeka zaborava", odnosi se na Gjöll, rijeku na rubu podzemnog svijeta. Tekst prikazuje Baldrovo morski pogreb "dok Sunce i Mjesec umiru" i, "dok nestaje svjetlost ljeta, zima i jesen ponovno pobjeđuju" (aludira se na suncostaje, s kojima je povezana smrt Baldra, personifikacije Sunca). Baldra se naziva duhom hrasta kojeg se postavlja u čamac i šalje u podzemni svijet. Baldr najavljuje svoj dolazak kad oslabe zimski duhovi.
U agresivnijoj "Kaimadalthas' nedstigning", koja podsjeća na "Inn i slottet fra drømmen", Vikernes svira tradicionalnije rifove black metala, ali se služi i čistim vokalima. Ime Kaimadalthas odnosi se na Heimdalla. Tekst opisuje podzemni svijet. Između dionica s grubim vokalima Vikernes ponavlja rečenicu "Jeg reiser til mørkets dyp der alt er dødt" ("Putujem u najtamnije dubine, gdje sve je mrtvo"). Stih "Jeg reiser til Kelio" ("Putujem u Kelio") presnimljen je preko prethodnog stiha.
"Sverddans" je agresivna pjesma koja podsjeća na rani black metal, dok je još bio pod utjecajem death i thrash metala. Prema recenzentima mrežnog mjesta metal.de zvuči kao "thrash metal nadopuna prilično pankaste pjesme "War" s debitantskog albuma, s kojom se bori za titulu najgore Burzumove skladbe uopće". Za Burzum je u toj pjesmi neobična i pojava death growlova. Stihovi pjesme prenose poruku da će zimski duh umrijeti i iskrvariti u snijegu, ali i da će se ljeto vraća.
"Keliohesten" i "Morgenrøde" također su pjesme koje zvukom pripadaju tradicionalnom black metalu, ali polako se priklanjaju dark ambientu s početka albuma. Nakon što ljetni duh pobijedi zimskog, Baldr, duh hrasta, oslobođen je i vraća se; njegov povratak događa se kad i zimski suncostaj.

## Omot albuma
Naslovnica uratka prenesena je na službeno Burzumovo mrežno mjesto prije same objave albuma. U pitanju je fotografija šume kroz koju prolaze sunčeve zrake. Fotografija je nastala u blizini Vikernesove kuće u Bøu. Vikernes je izjavio da su sva božanstva izvorno bila duhovi drveća i da drvo koje blokira pogled dobro pristaje uz koncept uratka. Uobičajeni oblik slova koji se pojavio na svim prethodnim Burzumovim uradcima (osim na dvama demouradcima iz 1991.) na Belusu je promijenjen. Vikernes je izjavio da je tome tako zato što ne želi da Burzum ima logotip kao ostale black metal grupe i zato što smatra da je Belus novi početak za Burzum.

## Recenzije
Album je uglavnom dobio podijeljene kritike. Eduardo Rivadavia s mrežnog mjesta AllMusic Belusu je dao tri i pol zvjezdice od njih pet i izjavio da uradak "prlja namjerna niskokvalitetna produkcija koja još uvijek jedva pokušava prikriti sofisticirane glazbene temelje na kojima počivaju izvrsne pjesme", a pjesmu "Glemselens elv" izdvojio je kao najbolju. Metal Storm Belus je nazvao "razočaranjem". Iako je pohvalio instrumentaciju, kritizirao je promjenu Vikernesova vokalna stila; "Njegova su vučja zavijanja zamijenili prosječni, posve neupečatljivi vriskovi". Dao mu je 6,9 bodova od 10.
V.ic V.icious iz časopisa A-Blaze opisao ga je kao "najbolji Burzumov album dosad"; izjavio je da Hvis lyset tar oss i Filosofem "zbog ambijentalnih skladbi nisu bili holistički savršeni". Komentirao je i da bi album "mogao biti prekretnica u sceni koja je inače prezasićena hodanjem ukrug." Chris McDonald s mrežnog mjesta MetalReview.com dao mu je 7,5 od 10 bodova i izjavio da iako nije odličan, vrlo je dobar album, da je Vikernes, usprkos tome što dugo nije radio s Burzumom, prilično dobro replicirao atmosferu albuma Hvis lyset tar oss i Filosofem i tako stvorio album koji nesumnjivo zvuči kao Burzum. Travis iz Diabolical Conquesta Belus je nazvao dobrim povratničkim albumom i izjavio: "Belus predstavlja upravo ono što bi 'povratnički' album trebao biti u black metalu: ne plitak (ali uglavnom vrlo dobar) rock album kao Gorgorothov Quantos Possunt ad Satanitatem Trahunt i ne bolno banalan i suvišan kao Beheritov Engram, nego divlji, vizijski čist, opustošen i istovremeno prepoznatljiv i nov."
MetalGeorge iz časopisa Imhotep s druge je strane napisao da album nije trijumfalni povratak. Tvrdi da nedostaju zvukovi koji bacaju u trans s albuma Filosofem, da se Vikernes služi starim pjesmama kao nadahnućem i da im podaruje nov oblik kako mlađi obožavatelji ne bi zamijetili razliku. Komentirao je i da produkcija nije baš najbolja jer bubnjevi zvuče beživotno, a gitare neupečatljivo. Na koncu je izjavio da je očekivao više od Belusa i samog Vikernesa zbog njegova talenta za stvaranjem tipičnog black metal zvuka.

## Popis pjesama
Tekstovi i glazba: Varg Vikernes. 
| 1.    | »Leukes renkespill (Introduksjon)« (instrumental) | Leukeova zavjera (Uvod)      | 0:33  |
| 2.    | »Belus' død«                                      | Belusova smrt                | 6:23  |
| 3.    | »Glemselens elv«                                  | Rijeka zaborava              | 11:54 |
| 4.    | »Kaimadalthas' nedstigning«                       | Kaimadalthasov silazak       | 6:43  |
| 5.    | »Sverddans«                                       | Ples mačeva                  | 2:27  |
| 6.    | »Keliohesten«                                     | Konj iz Kelija               | 5:45  |
| 7.    | »Morgenrøde«                                      | Zora                         | 8:54  |
| 8.    | »Belus' tilbakekomst (Konklusjon)« (instrumental) | Belusov povratak (Završetak) | 9:37  |
| 52:16 |                                                   |                              |       |

## Zasluge
| Burzum - Varg Vikernes – vokali, gitara, bas-gitara, bubnjevi, produkcija, dizajn, miksanje | Ostalo osoblje - Pytten – produkcija - Adrian Wear – dizajn - Davide Bertolini – miksanje - Tim Turan – masteriranje |

## Ljestvice
| Ljestvica (2010.) | Najviša pozicija |
| ----------------- | ---------------- |
| Finska            | 8.               |
| Norveška          | 23.              |